# Gare de Voss
La gare de Voss est située dans la ville de Voss. Elle a été mise en service en 1883.

## Situation ferroviaire
La gare de Voss est située au point kilométrique (PK) 385,32 de la ligne de Bergen, entre les gares de Gjerdåker et de Bulken.